# 巨大地震
巨大地震（きょだいじしん）は、地震の中でとくに規模が大きなものを指す言葉である。学術用語ではないが、日本地震学会の発表や各種教科書・論文でもしばしば使われる表現である。また地震の大きさを端的に表す言葉であるためか、マスメディアも積極的に使用している。

## 規模の基準
一般的にはマグニチュード (M) 8以上のものを巨大地震(great earthquake)、モーメント・マグニチュードでMw9程度以上あるいはMw9クラスのものを超巨大地震(megathrust earthquake)と表現することが多いが、これは厳密に定義づけられているわけではない。M7以上のものを大地震と表現することが定義されていることとは対照的である。
とくにマスメディアが使用する場合は、被害の程度によってM7程度でも巨大地震と呼称する場合がある。

## 巨大地震が発生する場所
M8以上の地震では、一般的に断層長200km以上、かつ断層の食い違いが数メートルに達する。こうした地震が発生しうる場所は地球上でも限定されている。
- プレート沈み込み帯とそのアウターライズ（日本海溝、南海トラフ、千島列島、チリ沖など）
- トランスフォーム型プレート境界のうちその長さが特に長い箇所（サンアンドレアス断層、北アナトリア断層など）
- プレート運動と直接関連がある大規模な断層（中央構造線[7]、スマトラ断層など）
- 地殻内のとりわけ大きな断層（根尾谷断層、糸魚川静岡構造線[7]など）
- 活断層が連続しているか接近しており、同時に破壊が起こりうる箇所（天正地震の地震断層、養老・桑名・四日市および鈴鹿東縁断層帯など）
- 沈み込んだプレートがメガリス（スタグナントスラブ）を形成する深さ500 - 670km程度の地点（ボリビア深発地震やオホーツク海深発地震の震源域など）

環太平洋などプレート境界周辺で発生する浅い巨大地震は大きく分けて、断層面が約10 - 20°と緩やかに傾斜した低角逆断層の地震と、断層面が約45°の正断層型の地震の2つのタイプに分類される。巨大地震はプレート境界がずれる低角逆断層（東北地方太平洋沖地震、スマトラ島沖地震、チリ地震、宝永地震など）が圧倒的に多く、アウターライズ地震である正断層型（昭和三陸地震など）は少ない。また巨大地震の断層面の長さは短いものでも約100km、長いものは約1000kmに達する。
低角逆断層の地震の断層面は海溝軸よりも陸側に位置し、陸側のプレートが海側のプレートに衝上することにより発生し、その断層面の走向は海溝軸あるいは地震帯の走向に平行である。正断層型の地震は海側のプレート内で断層破壊が発生する。
昨今の日本においては、東海地震に代表されるようなプレート沈み込み帯における百年前後 - 数百年周期の地震のことを指す場合が多い。しかし上記のように、沈み込み帯以外の場所でもM8前後の地震が発生する場合があり、これらも含めて巨大地震と称する。とはいえ数的にはプレート境界型の地震が大半を占める。

## 巨大地震の例

### 超巨大地震
以下に観測結果からMw（モーメント・マグニチュード。主にアメリカ地質調査所で使用されている）9程度以上とされる地震、もしくはMw9程度以上と推定される地震の例を挙げる。
長大な震源域をもつプレート境界型巨大地震は、通常は海溝沿いの別々のセグメントで起こっている地震が、時に複数のセグメントが連動して断層破壊が進展する連動型地震を想定すれば説明できるとしている。具体的に複数の震源域がほぼ同時に連動して発生したと推定される地震の実例としては、1707年宝永地震、2004年スマトラ沖地震、および2011年東北地方太平洋沖地震が挙げられる。連動型地震では単独地震に比べて震源域が広大となるため、おのずとマグニチュードも大きくなる。しかしながら海溝型の連動型地震には不明な点が多々あり、今後の調査が必要である。
19世紀以前に発生した地震計による記録の存在しない歴史地震の規模については、激震域の長さ即ち大凡の断層長や推定される津波の遡上高などからの推定であり、諸説ある。
- 貞観地震（Mw>>8.4[15]Mw>8.7[16]、869年） Mw9クラスと推定され得る[2][17]
- カスケード地震（Mw8.7 - 9.2[18]、1700年） アメリカ北西部カスケード沈み込み帯の地震
- 宝永地震（Mw8.7[19] - 9.3[20]、1707年）
- リスボン地震（Mw8.5 - 9.0、1755年）
- アリカ地震（Mw8.8 - 9.1[21]、1868年）
- イキケ地震（Mw9.0[21]、1877年）
- カムチャツカ地震（Mw9.0[22]、1952年）[注釈 3] 同震源域で発生した1737年の地震もほぼ同規模と推定される[23]
- アリューシャン地震（Mw8.6[24] - 9.1[22]、1957年）
- チリ地震（Mw9.2[25] - Mw9.5[22]、1960年） 同震源域で発生した1575年の地震もほぼ同規模と推定される[26]
- アラスカ地震（Mw9.1[27] - Mw9.2[22]、1964年）
- スマトラ島沖地震（Mw9.1 - 9.3[28][注釈 4]、2004年）
- 東北地方太平洋沖地震（東日本大震災）（Mw9.0 - 9.1[29]、2011年） 日本で初めて観測された連動型による超巨大地震

### 巨大地震
以下にMw8以上Mw9未満の地震、もしくはMw8以上と推定される地震の例を挙げる。多くは過去から周期的に同程度の規模の地震を繰り返している。単位 Mjは「気象庁マグニチュード」、1884年以前は河角(1951)、宇佐美(2003)による推定値など（M8を超える巨大地震のため特にモーメント・マグニチュードとは若干相違が生ずる）。また、ここに挙げられる震度分布などからM8クラスと推定された歴史地震の中にも、例えば貞観地震のようにモーメント・マグニチュードではMw9クラスと推定され得る地震もある。
- 三陸沖地震（多くの場合M8以上、1611年の慶長三陸地震はM8.1、1896年の明治三陸地震はMw8.5、1933年の昭和三陸地震はMw8.4・Mj8.1、1968年の十勝沖地震はMw8.3・Mj7.9）
- 相模トラフ巨大地震（M8前後を想定、1703年の元禄地震はM8.2、1923年の関東地震〈関東大震災〉はMs8.2・Mw7.9 - 8.0）
- 南海トラフ巨大地震（従来は東海・東南海・南海地震とされていた）（684年の白鳳地震、887年の仁和地震、1361年の正平地震も連動型とする説有[32][33]）[注釈 5]
- 南海地震（多くの場合M8以上、1099年の康和地震はM8 - 8.3、1854年の安政南海地震はM8.4、1946年の昭和南海地震はMw8.1 - 8.4・Mj8.0）
- 東海・東南海地震（多くの場合がM8以上、1944年の昭和東南海地震はMw8.1・Mj7.9。1096年の永長地震はM8 - 8.5、1498年の明応地震はM8.2 - 8.4、1854年の安政東海地震はM8.4）
- 想定東海地震（M8前後を想定）
- 濃尾地震（Mj8.0、1891年）
- 喜界島地震（Mj8.0、1911年）
- 八重山地震（1771年、震度分布からはM7.4とされたが、津波規模によりM8, Mt8.5[34][34]あるいはMw8.7[35]と推定）
- 十勝沖地震（M8前後、1952年の地震はMj8.2、2003年はMw8.3・Mj8.0）
- 北海道東方沖地震（M8前後、1994年の地震はMj8.2）
- 千島列島沖地震（2006年の地震はMw8.3・Mj7.9、2007年はMw8.1・Mj8.2）
- エクアドル・コロンビア地震（Mw8.8、1906年）
- ウルップ島沖地震（Mj8.0、1918年）
- ビハール・ネパール地震（Mw8.1、1934年）
- アリューシャン地震（Mw8.1、1946年）
- 択捉島沖地震（1958年の地震はMw8.3、1963年はMw8.5）
- コロンビア地震（Mw8.0、1970年）
- メキシコ地震（Mw8.0、1985年）
- ボリビア深発地震（Mw8.2、1994年）
- バレニー諸島の地震（Mw8.1、1998年）
- ペルー地震（2001年の地震はMw8.4、1966年と1974年の地震はMw8.1、2007年と2019年の地震はMw8.0）
- トンガ地震（Mw8.0、2006年）
- ソロモン諸島沖（Mw8.1、2007年）
- 四川大地震（Mw7.9・Ms8.0、2008年）
- サモア沖地震（Mw8.1、2009年）
- チリ・マウレ地震（Mw8.8、2010年）[注釈 6]
- メキシコ南部地震（Mw8.0、2012年）
- オホーツク海深発地震（Mj8.3、2013年）
- イキケ地震（Mw8.2、2014年）
- 小笠原諸島西方沖地震（Mj8.1、2015年）
- チアパス地震（Mw8.2、2017年）
- ケルマディック諸島の地震（Mw8.1、2021年）
- カムチャツカ半島地震（Mw8.8、2025年）

## その他

### 潮汐との関係
東京大学の研究チームが1万件以上の地震データから、潮汐力の強い時期に巨大地震の発生確率が上昇するという研究結果を英科学誌「ネイチャー ジオサイエンス」（2016年9月12日付電子版）に発表しており、同研究では小さな岩石の破壊が潮汐力によって大規模な破壊へと発展していく可能性が示唆されている。